# Mesoxaea clypeata
Mesoxaea clypeata är en biart som beskrevs av Hurd och Linsley 1976. Mesoxaea clypeata ingår i släktet Mesoxaea och familjen grävbin. Inga underarter finns listade i Catalogue of Life.